# Боргсдорф
Боргсдорф — железнодорожная станция, располагающая в посёлке Боргсдорф в федеральной земле Бранденбург, ФРГ. Была открыта в сентябре 1877 года. Электрифицирована в 1925 году. Имеет одну высокую пассажирскую платформу, на которой делают остановку электропоезда S-Bahn, следующие по маршруту «S1».